# Lu (álbum)
LU es el primer álbum de estudio del dúo mexicano del mismo nombre Lu. Todas las canciones fueron escritas por Mario Sandoval, a excepción de «Sé», que fue coescrita con Paty Cantú. El éxito del álbum hizo que tuviera dos reediciones.

## Lista de canciones
| Lu (edición estándar) |                     |          |  |
| N.º                   | Título              | Duración |  |
| 1.                    | «Grita»             | 3:45     |  |
| 2.                    | «Sé»                | 3:46     |  |
| 3.                    | «Duele»             | 4:27     |  |
| 4.                    | «Entre mis brazos»  | 4:23     |  |
| 5.                    | «Por besarte»       | 3:37     |  |
| 6.                    | «Mójame lloviendo»  | 4:05     |  |
| 7.                    | «Todas las mañanas» | 3:46     |  |
| 8.                    | «Será»              | 3:04     |  |
| 9.                    | «Despierta soledad» | 4:12     |  |
| 10.                   | «Una confusión»     | 5:21     |  |
| 40:31                 |                     |          |  |

## LU (Edición Especial)
LU (Edición Especial) lanzado el 28 de febrero de 2005. Es exactamente el mismo disco que el anterior, las mismas canciones, sólo que este se incluyen tres vídeos de sus 4 sencillos, Duele, Por Besarte y Una Confusión.
CD:
1. Grita
2. Sé
3. Duele
4. Entre Mis Brazos
5. Por Besarte
6. Mójame Lloviendo
7. Todas Las Mañanas
8. Será
9. Despierta Soledad
10. Una Confusión

Vídeos:
1. Duele
2. Una Confusión
3. Por Besarte

## LU E.E. (Edición Especial) (CD + DVD)
Es una edición especial del álbum LU, que incluye un cover de Alejandro Sanz, así como remixes y un acústico. También presenta un DVD con los videos de sus cuatro sencillos y karaokes.
CD:
1. Grita
2. Sé
3. Duele
4. Entre Mis Brazos
5. Por Besarte
6. Mójame Lloviendo
7. Todas Las Mañanas
8. Será
9. Despierta Soledad
10. Una Confusión

Bonustracks:
1. Viviendo Deprisa (Cover Celia Cruz/Freddie Mercury)
2. Una Confusión (Versión Acústica)
3. Por Besarte (Remix)
4. Duele (Remix)
5. Una Confusión (Remix)
6. Será (Remix)

DVD:
1. Duele
2. Por Besarte
3. Una Confusión
4. Será

Karaoke:
1. Duele
2. Por Besarte
3. Una Confusión
4. Será